# Sporetolepis
Sporetolepis is een geslacht van vlinders van de familie slakrupsvlinders (Limacodidae).

## Soorten
- S. argyrolepia (Hampson, 1910)
- S. diachrysa (Tams, 1929)
- S. platti Janse, 1964
- S. subpellucens Karsch, 1899
- S. venusta Hering, 1928